# عین تاوجطات
آئین تاجدات (به فرانسوی: Ain Taoujdate) یک منطقهٔ مسکونی در مراکش است که در مکناس تافیلالت واقع شده‌است.

## خصوصیات
آئین تاجدات ۲۲٬۰۳۰ نفر جمعیت دارد.